# Siempre lunes
Siempre lunes fue un programa de televisión chileno transmitido por Televisión Nacional de Chile, conducido por Antonio Vodanovic y Susana Palomino, y que estuvo en pantalla desde 1988 hasta 1993.

## Historia
Antes de Siempre lunes, Antonio Vodanovic animaba otro programa en TVN, llamado En Vivo, que estuvo al aire entre 1986 y 1987. Susana Palomino acompañó a Antonio Vodanovic en las temporadas de 1988, 1989 y 1990. 
El programa combinaba a los artistas del momento, musicales, concursos y humoristas, y además contó con la participación de Carlos Pinto (1991-1992, que realizaba sus clásicas cámaras indiscretas a los invitados) y Pamela Jiles (1990-1992, que hacía reportajes).
También se realizaba el concurso ABC (entre las temporadas de 1988 y 1992) que cada semana tenía un tema determinado, donde un famoso participaba apadrinado por un panelista, y el ganador recibía una cantidad de dinero que iba a una institución de beneficencia. 
Los panelistas del concurso ABC fueron: 
- Checho Hirane (1988-1989)
- Loreto Valenzuela (1988-1989, 1991)
- Miguel Ángel Bravo (1988-1992)
- Jorge "Chino" Navarrete (1990-1991)
- Rosario Adriazola (1990)
- Jorge Guerra "Pin Pon" (1992)
- María González (1992)
- Alicia Pedroso (1992)

## Invitados
Siempre lunes contó con diversos invitados, la mayoría cantantes, entre los que se cuentan:

### 1988
- Richard Anthony
- Nydia Caro
- Yaco Monti
- Hervé Vilard
- Leonardo Favio
- José Luis Rodríguez
- Sandro
- Libertad Lamarque
- Valeria Lynch
- Rocío Jurado
- Chayanne

### 1989
- Luis Miguel
- Palmenia Pizarro
- Emmanuel
- Yuri
- Estela Raval
- Carlos Mata
- Manuel Mijares
- La Sonora Dinamita
- Tormenta
- Katunga
- Alberto Plaza
- Pandora
- Pimpinela
- Juan Antonio Labra
- Óscar Andrade

### 1990
- Manuel Carrillo
- Los Prisioneros
- Carlos Mata
- La Sonora Malecón
- Cover Girls
- Psycho
- Quique Villanueva
- Luz Casal
- Verónica Castro
- Fernando Montes
- Soda Stereo
- Víctor Heredia
- Miguel Mateos
- Antonio Aguilar
- Palito Ortega

### 1991
- Estela Raval
- Eduardo Valenzuela
- Lorena Tiraferri
- Lucía Méndez
- Luis Jara
- Garibaldi
- Luis Miguel
- Andrea Tessa
- Paloma San Basilio
- Raphael
- Sergio Dalma
- Magneto
- Loco Mía
- La Toya Jackson
- Miguel Bosé

### 1992
- La Nueva Ola (Buddy Richard, Cecilia, Germán Casas, entre otros)
- Álvaro Torres
- Paulina Rubio
- Claudio Reyes
- Ángela Carrasco
- Ricky Martin
- Soledad Guerrero
- Thalía
- Wilfred y la Ganga
- Álvaro Scaramelli
- Chico Buarque

### 1993
- Manuel Mijares
- Paulina Rubio
- Alberto Cortez
- Luz Casal
- Duran Duran
- Jorge González
- Raphael
- Ricardo Arjona
- Eduardo Capetillo
- Carlos Mata
- Flavio César
- Kiara
- María Sorté
- Pandora Peaks

Siempre Lunes terminó el 29 de noviembre de 1993, tras la salida de Antonio Vodanovic de TVN a Megavisión a inicios de 1994.

## Curiosidades
- Durante un clásico concurso, de estilo memorice, se tocaba típicamente el tema Last Train Home, del afamado músico de Jazz contemporáneo Pat Metheny.
- La presentación del programa utilizaba una melodía basada en el tema "Monday Monday" del grupo The Mamas & The Papas.
- Siempre Lunes fue parodiado por el programa humorístico Jappening con Ja en 1988 y 1989 en un sketch llamado "Jueves, Siempre Jueves" y luego como "Siempre Viernes". Fernando Alarcón imitaba a Antonio Vodanovic como "Antonio Guapetonovic" y Marilú Cuevas hacía lo propio con Susana Palomino como "Susana Palomilla".
- El programa tuvo dos chascarros memorables: uno en 1990 cuando el actor y cantante venezolano Manuel Carrillo, famoso por su papel de Cheito en la telenovela "Abigaíl", cayó en el escenario (lo curioso es que sucedió mientras cantaba Quiero tirarme), y el otro en 1992 cuando Antonio Vodanovic cayó cuando volvía al centro del escenario tras la presentación de Ricky Martin.
- Uno de los escándalos más recordados del programa ocurrió en su sexta y última temporada, en 1993, cuando el grupo británico Duran Duran cantó algunas canciones con playback.

## Auspiciadores
- Televisores IRT (1990-1992)
- Galletas McKay (1993)